# Cleta (gracia)
En la mitología griega, Cleta (Griego antiguo: Κλήτα, en el dialecto jónico Klitis) es una de las dos gracias en la tradición local de Laconia.
 

Según Pausanias:
«Los beocios dicen que Eteocles fue el primer hombre que hizo sacrificios a las Cárites. También saben que él estableció que había tres Cárites, pero no tienen tradición de los nombres que les puso. Los lacedemonios, por su parte, dicen que hay dos Cárites, que las instituyó Lacedemón, hijo de Táigete, y que les puso los nombres de Cleta y Faena».
Y más adelante dice:
«Bajando a Amiclas desde Esparta hay un río llamado Tiasa. Consideran que Tiasa es hija de Eurotas, y junto a ella hay un santuario de las Cárites Faena y Cleta, según celebró Alcmán. Creen que allí fundó Lacedemón el santuario de las Cárites y les puso sus nombres».